# أندريه ديشان
أندريه ديشان هو لاعب هوكي الجليد كندي، ولد في 13 أغسطس 1953 في سالبيري دي فاليفيلد في كندا.

## وصلات خارجية
- أندريه ديشان على موقع EliteProspects.com (الإنجليزية)
- أندريه ديشان على موقع HockeyDB.com (الإنجليزية)
- أندريه ديشان على موقع Hockey-Reference.com (الإنجليزية)